# 老干妈
老干妈是一种油辣椒、辣酱风味食品品牌，由贵阳南明老干妈风味食品有限责任公司生产。

## 历史

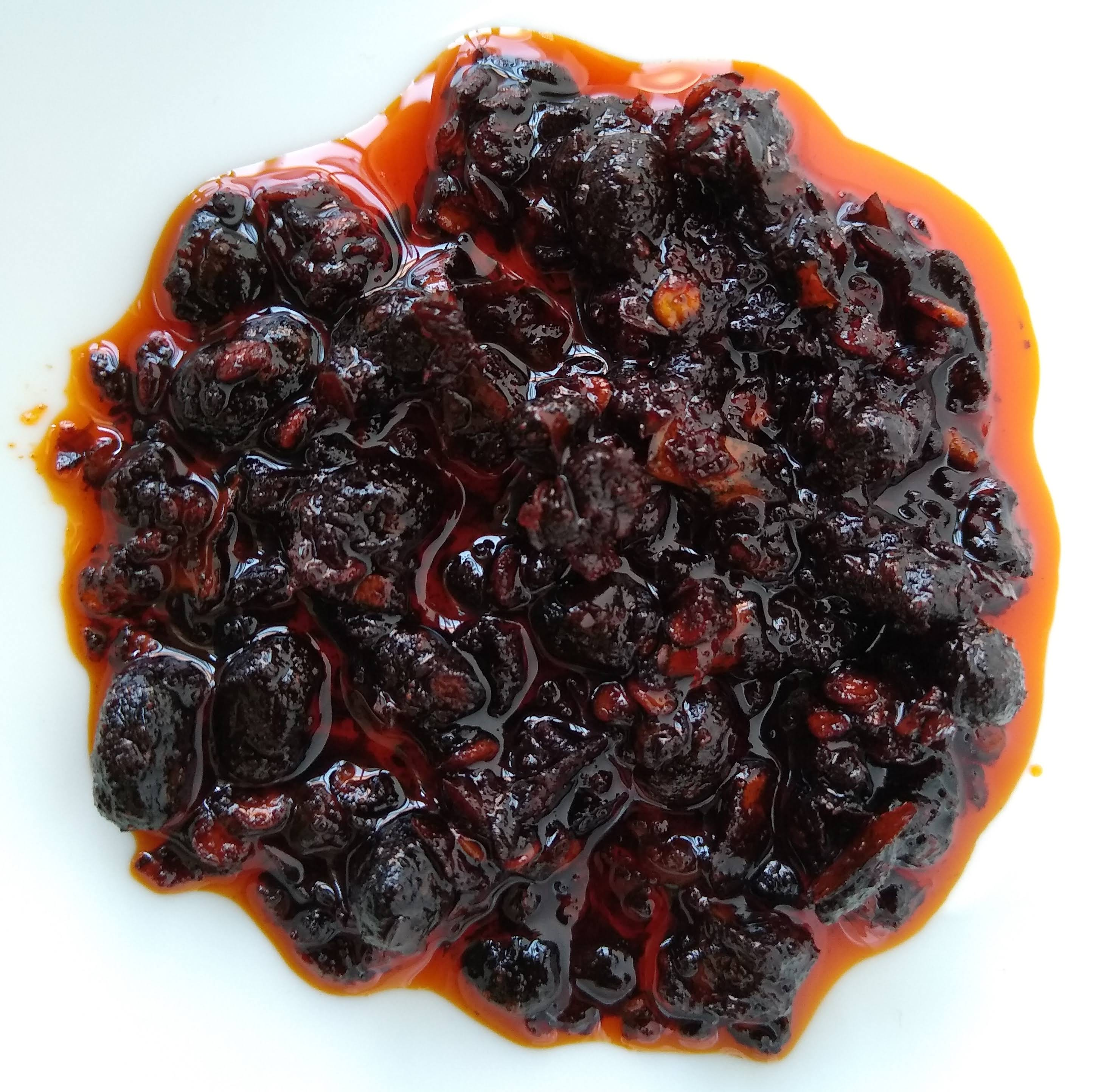
老干妈

陶华碧据称于1984年发明了这种酱料。1989年，她在贵州省贵阳市创立了一家面馆。之后，她发现她的酱料大受欢迎，于是将面馆转为一家商店，去售卖自己的酱料。1994年，她租了南明区云关村委会的两栋房子，在自己新建的酱厂里雇了40名员工去生产酱料。之后，老干妈发展成拥有三个生产厂区，总面积达750亩，员工近5000人的跨国食品公司。2018年年销量6亿瓶，在全球30多个国家地区有售。2014年创始人陶华碧宣布不再持有公司股份，但仍然担任董事长，公司改由两个儿子李贵山、李妙行主要经营，但是後輩經營不善以致陶华碧現在仍從事部分公司業務。

## 产品
老干妈旗下产品包括老干妈风味豆豉、风味糟辣剁椒、辣三丁油辣椒、风味鸡油辣椒、红豆腐乳、干煸肉丝油辣椒、香辣脆油辣椒、油辣椒、肉丝豆豉油辣椒、香菇油辣椒、番茄辣酱、精致牛肉末豆豉油辣椒、香辣酱、火锅底料、糟辣椒火锅底料、香辣菜包等多种调味料食品。

## 争议
- 2007年2月，天津市工商局在抽检腐乳产品的过程中发现老干妈公司的腐乳含有苯甲酸，并且甜味剂超标，理化指标不达标。老干妈公司对此表示怀疑并否认[7]。

- 2007年6月，歐盟蘇黎世質檢部門檢出塑膠圈材料中有害軟化劑過量，遂被下達禁售令。老干妈公司行政办公室主任王武回应称此事属“政治事件”[7]。

- 2015年2月25日，老干妈辣椒酱被发现含有過敏原花生成分，对花生类食品过敏者可能会因此产生过敏反应，进口商召回了在澳大利亚新南威尔士销售的含有花生成分的产品，并表示买家可以退款[8]。

- 2017年，中国优恪测评网对老干妈給予D-（警示）等級，因其含礦物油飽和烴（MOSH）、多環芳烴化合物（PAHs）、邻苯二甲酸二(2-乙基己)酯（一种塑化劑）、谷氨酸鈉（味精）。然而也有一些人对该网站的母公司，德國消费者杂志Öko-Test及其测试机构的独立性和测试结果表示怀疑[9]。

- 2019年腾讯与老干妈之争：有人以老干妈名义于2019年3月起在腾讯平台进行商业推广合作，但并未按合同要求付款，2020年6月，腾讯向法院提出了财产保全、冻结老干妈公司旗下资产的申请。2020年6月30日晚間，老干妈公司发表声明，否定与腾讯进行过商业合作，并向公安部门报案。2020年7月1日，贵阳市公安局双龙分局公布了初步的调查结果，查明有三人非法冒充老干妈公司，伪造印章，与腾讯公司达成了协议。涉案三人均被拘留[10]。2020年7月9日，腾讯与老干妈联合发布声明，腾讯向老干妈道歉且撤回财产保全申请及本案诉讼，表示双方已达成和解，未来或有机会开启合作事宜[11]。